# Ara Catalunya
Ara Catalunya, o Ara, és una formació política que naix a partir del partit Ara Reus, que es va constituir el 7 de febrer del 2011 a la capital del Baix Camp, que, segons el web d'Ara Catalunya, es tracta d'«una agrupació política independent, d’esperit purament municipalista i que no està sotmesa a cap influència ideològica política marcada per Madrid i/o Barcelona ni per directrius de partits convencionals.»